# ヘリム
ヘリム（英: Hyerim、朝: 혜림、1992年9月1日 -）は、韓国の歌手、ラッパー、ソングライター、女優。Wonder Girlsの元メンバー。本名はウ・ヘリム（朝: 우혜림、漢: 禹惠林、英: Woo Hyerim）。

## 幼年期
韓国ソウル生まれ。香港に14年間住んでおり、韓国語、英語、広東語、北京語を話すことができる。父はテコンドーのグランドマスター・プロモーターであり、9段の黒帯を持っている。

## 経歴

### デビュー前
最初は2009年に研修中の5人のメンバーの1人であった。研修中に中国に行き、そこで中国の聴衆に才能を披露するためにダンスルーチンや歌を歌う数多くのバラエティ番組に出演した。グループには正式な名前がなかったため、中国の人には「JYPシスターズ」または「シスターズ」として知られていた。5人はJYPEにより"Chinese Wonder Girls"という名前が付けられた。しかし、グループが公式にデビューする前にメンバーの2人が脱退し、ヘリムと後にmiss Aのメンバーとなるジアとフェイの3人が残された。

### Wonder Girlsと他の活動
2010年1月22日にWonder Girlsのメンバーのソンミが学業に専念するために音楽活動を休止した後にヘリムが加入することが発表された。2010年2月5日の上海での公演で正式にデビューした。
2013年、EBSラジオ放送 English Go Go! の共同司会者となる。2013年8月20日から2014年3月10日までアリラン国際放送のPops in Seoulの司会者を務めた。
2015年6月24日、Wonder Girlsが2年ぶりに4人組のバンドとしてカムバックすることが発表された。2015年8月にリリースされたRebootでは、3曲の制作に携わっている。
2016年4月3日にJYPエンターテインメントのJYP Duet Match projectの一環としてBernard Parkとのコラボシングル "With You" をリリースした。同年7月にWonder GirlsのシングルEP Why So Lonely の2曲の制作に携わった。
2017年1月26日、Wonder Girlsの一部のメンバーとの契約更新の交渉が不調に終わり、Wonder Girlsが解散することが発表された。ヘリムはJYPエンターテインメントとの契約を更新した。最後のシングル曲"Draw Me" を2月10日にリリースしたが、これはデビューから10周年記念もあった。
2020年1月25日にJYPエンターテインメントを退所し、その3日後にレーベルからの離脱が発表された。
2020年3月10日、Wonder Girlsで同じメンバーであったユビンがJYPエンターテインメントを離れて設立した新しい事務所であるRRR Entertainmentと契約した。

## 私生活
2017年から、韓国外国語大学校で同校のDepartment of English for International Conferences and Communication (EICC) で通訳を専攻している。2018年2月、海外旅行の安全性に関するビデオを自主的に制作したことで外交部から証明書を授与された。アンネの日記が韓国で出版される際には、英語から韓国語への翻訳を手伝った。
2013年からテコンドー選手のシン・ミンチョルと交際しており、2020年5月に婚約したことが分かり、7月5日に結婚した。